# Saint-Hilaire (Aude)
Saint-Hilaire è un comune francese di 756 abitanti situato nel dipartimento dell'Aude nella regione dell'Occitania.
Vi sorge l'abbazia di Saint-Hilaire, abbazia benedettina costruita in stile romanico.

## Società

### Evoluzione demografica
Abitanti censiti